# Alt Penedès

Lokalizacja Alt Penedès na mapie Katalonii

Alt Penedès (hiszp. Alto Penedés) – comarca (powiat) w prowincji Barcelona, w Katalonii, w Hiszpanii. Liczy 80 976 mieszkańców. Ma 592,4 km² powierzchni. Ośrodkiem administracyjnym jest Vilafranca del Penedès